# Бад Аролзен
Бад Аролзен (њем. Bad Arolsen) град је у њемачкој савезној држави Хесен. Једно је од 22 општинска средишта округа Валдек-Франкенберг. Према процјени из 2010. у граду је живјело 16.399 становника. Посједује регионалну шифру (AGS) 6635002.

## Географски и демографски подаци
Бад Аролзен се налази у савезној држави Хесен у округу Валдек-Франкенберг. Град се налази на надморској висини од 286 метара. Површина општине износи 126,4 km². У самом граду је, према процјени из 2010. године, живјело 16.399 становника. Просјечна густина становништва износи 130 становника/km².

## Међународна сарадња
| Мјесто        | Држава  | Врста сарадње | Од    |
| ------------- | ------- | ------------- | ----- |
|               | САД     | партнерство   | 1987. |
| Хесден-Золдер | Белгија | партнерство   | 1973. |
| Извор         |         |               |       |